# Маленький Джон
Маленький Джон (Крошка Джон, Малыш Джон, англ. Little John) — ближайший друг и соратник Робин Гуда в историях о нём. Он упоминается заодно с Робин Гудом уже в самых ранних источниках, таких как хроника Эндрю Уинтонского Orygynale Cronykil of Scotland. Об их встрече рассказывает известная с XVII века баллада под названием «Робин Гуд и Маленький Джон» (англ. Robin Hood and Little John, Child 125): Робин столкнулся с высоким незнакомцем на узком мосту через речку, и в бою на посохах был отправлен тем в воду. Удаль молодца понравилась стрелку, и он был принят в лесное братство. О Джоне нет фольклорных упоминаний как об отдельном герое.
О происхождении имени Маленького Джона в разных источниках говорится, что либо оно комически контрастирует с его большим ростом (семь футов, то есть 213 сантиметров), либо при рождении он звался Джон Литтл (в балладе о Маленьком Джоне при принятии того в лесное братство Уилл Скарлет проводит импровизированный обряд крещения, меняя части его имени местами). В «Малой жесте о Робин Гуде» (англ. A Gest of Robyn Hode, Child 117) при первом же упоминании Джон назван йоменом. Здесь мало свидетельств его больших размеров, и в этом повествовании он часто выступает в роли трикстера. Вообще в ранних балладах он изображается более умным и хитрым, подчас действует по своей инициативе или вопреки Робину Гуду. Однако современные варианты истории, начиная с «Айвенго» Вальтера Скотта, более склонны изображать Маленького Джона в роли верного, но не очень сметливого помощника Робина.

## Исторические прототипы
Как и Робина Гуда, Маленького Джона пытались сопоставить с реальным историческим прототипом. Так, одним из кандидатов на это место считается действовавший в первой половине XIV века в окрестностях города Уэйкфилд разбойник по имени Джон Ле Литтл (англ. John Le Little). Самая же известная из могил, о которых говорится, что там похоронен Маленький Джон, расположена в дербиширской деревне Хатерсейдж на кладбище церкви Святого Михаила.

## В кино
- Алан Хейл старший сыграл роль Малыша Джона в трёх фильмах: как молодого оруженосца в «Робин Гуд» (1922), как взрослого человека в «Приключения Робин Гуда» (1938) и как старика в «Разбойники Шервудского леса» (1951).
- В советской приключенческой картине Сергея Тарасова «Стрелы Робин Гуда» (1975) роль Маленького Джона исполнил советский актёр и спортсмен Харий Швейц.
- Другие примечательные роли Малыша Джона сыграли: Арчи Дункан в Приключения Робин Гуда (телесериал) (1950-е), Никол Уильямсон в приключенческом фильме Ричарда Лестера «Робин и Мэриан» (1976), Джеймс Робертсон Джастис в диснеевском фильме «История Робин Гуда» (1952), Клайв Мантл в телесериале Ричарда Карпентера и Пола Найта «Робин из Шервуда» (1984—1986), Дэвид Моррисси в фильме «Робин Гуд» (1991), Ник Бримбл в картине «Робин Гуд: Принц воров» (1991), Эрик Аллан Крамер в кинокомедии «Робин Гуд: Мужчины в трико» (1993).
- Терренс Скаммелл озвучил роль Маленького Джона в мультсериале «Молодой Робин Гуд», Фил Харрис — в виде медведя в диснеевском мультфильме «Робин Гуд» (1973), а Бин Симада — в аниме-сериале Похождения Робин Гуда (1990—1992). В последнем Джон показан как комедийный и противоречивый персонаж: иногда он деспотичен и склонен не уважать соратников, но иногда по-настоящему заботится о них. Кроме того, он является главарём конкурирующей банды и не считает себя помощником Робина, а скорее его соперником. Влюблен в его кузину.
- Кевин Дюран сыграл Джона в фильме Ридли Скотта «Робин Гуд (2010)». В этом воплощении он шотландский пехотинец в Крестовых походах, который сражается с Робином из-за проигранного пари, затем присоединяется к Робину, Уиллу и Алану.
- Гордон Кеннеди исполнил роль Джона-Малыша в телесериале «Робин Гуд», снятом на ВВС Домиником Мингелла (2006—2009).
- Джейсон Бёркарт в сериале «Однажды в сказке» (2011) и его спин-оффе «Однажды в Стране чудес» (2013).
- Джейми Фокс изобразил Джона в фильме «Робин Гуд: Начало» (2018)[4]. В отличие от большинства версий, здесь Джон выведен африканцем, настоящим именем которого является Яхья ибн Умар. Также он является здесь одноруким, но хорошо владеет копьем.
- В британской телепередаче «Факт или вымысел», эпизод 4, ведущим которой является Тони Робинсон, постулируется, что Маленький Джон в действительности – Рейнольд Гринлиф из Беверли в Ист-Райдинг-оф-Йоркшир[5].